# Bédouès-Cocurès
Bédouès-Cocurès  est une commune française, située dans le département de la Lozère en région Occitanie.
De statut administratif commune nouvelle, elle est issue du regroupement le 1er janvier 2016 des deux communes de Bédouès et Cocurès.

## Géographie

### Localisation
Elle est située dans la haute vallée du Tarn.
Il y a deux villages : Bédouès et Cocurès. Bédouès est le plus grand des deux villages, avec environ 300 habitants.

### Communes limitrophes
Les communes limitrophes sont  Florac Trois Rivières, Gorges du Tarn Causses, Ispagnac, Les Bondons et Pont de Montvert - Sud Mont Lozère.
| Ispagnac               | Les Bondons           |                                    |
| Gorges du Tarn Causses | Bédouès-Cocurès       | Pont de Montvert - Sud Mont Lozère |
|                        | Florac Trois Rivières |                                    |

### Climat
Pour des articles plus généraux, voir Climat de l'Occitanie et Climat de la Lozère.
En 2010, le climat de la commune est de type climat des marges montargnardes, selon une étude s'appuyant sur une série de données couvrant la période 1971-2000. En 2020, Météo-France publie une typologie des climats de la France métropolitaine dans laquelle la commune est exposée à un climat de montagne ou de marges de montagne et est dans la région climatique Sud-est du Massif Central, caractérisée par une pluviométrie annuelle de 1 000 à 1 500 mm, minimale en été, maximale en automne.
Pour la période 1971-2000, la température annuelle moyenne est de 10,8 °C, avec une amplitude thermique annuelle de 16,2 °C. Le cumul annuel moyen de précipitations est de 1 438 mm, avec 9,4 jours de précipitations en janvier et 4,8 jours en juillet. Pour la période 1991-2020, la température moyenne annuelle observée sur la station météorologique la plus proche, située sur la commune de Florac Trois Rivières à 3 km à vol d'oiseau, est de 11,3 °C et le cumul annuel moyen de précipitations est de 1 116,8 mm,. Pour l'avenir, les paramètres climatiques de la commune estimés pour 2050 selon différents scénarios d'émission de gaz à effet de serre sont consultables sur un site dédié publié par Météo-France en novembre 2022.

## Urbanisme

### Typologie
Au 1er janvier 2024, Bédouès-Cocurès est catégorisée commune rurale à habitat dispersé, selon la nouvelle grille communale de densité à sept niveaux définie par l'Insee en 2022.
Elle est située hors unité urbaine et hors attraction des villes,.

### Risques majeurs
Le territoire de la commune de Bédouès-Cocurès est vulnérable à différents aléas naturels : météorologiques (tempête, orage, neige, grand froid, canicule ou sécheresse), inondations, feux de forêts, mouvements de terrains et séisme (sismicité faible). Il est également exposé à un risque particulier : le risque de radon. Un site publié par le BRGM permet d'évaluer simplement et rapidement les risques d'un bien localisé soit par son adresse soit par le numéro de sa parcelle.

#### Risques naturels
Certaines parties du territoire communal sont susceptibles d’être affectées par le risque d’inondation par débordement de cours d'eau, notamment le Tarn. La commune a été reconnue en état de catastrophe naturelle au titre des dommages causés par les inondations et coulées de boue survenues en 1982, 1992, 1994, 2003 et 2020,.
Bédouès-Cocurès est exposée au risque de feu de forêt. Un plan départemental de protection des forêts contre les incendies (PDPFCI) a été approuvé en décembre 2014 pour la période 2014-2023. Les mesures individuelles de prévention contre les incendies sont précisées par divers arrêtés préfectoraux et s’appliquent dans les zones exposées aux incendies de forêt et à moins de 200 mètres de celles-ci. L’arrêté du 23 mars 2018, complété par un arrêté de 2020, réglemente l'emploi du feu en interdisant notamment d’apporter du feu, de fumer et de jeter des mégots de cigarette dans les espaces sensibles et sur les voies qui les traversent sous peine de sanctions. L'arrêté du 23 août 2021, abrogeant un arrêté de 2002, rend le débroussaillement obligatoire, incombant au propriétaire ou ayant droit,,.

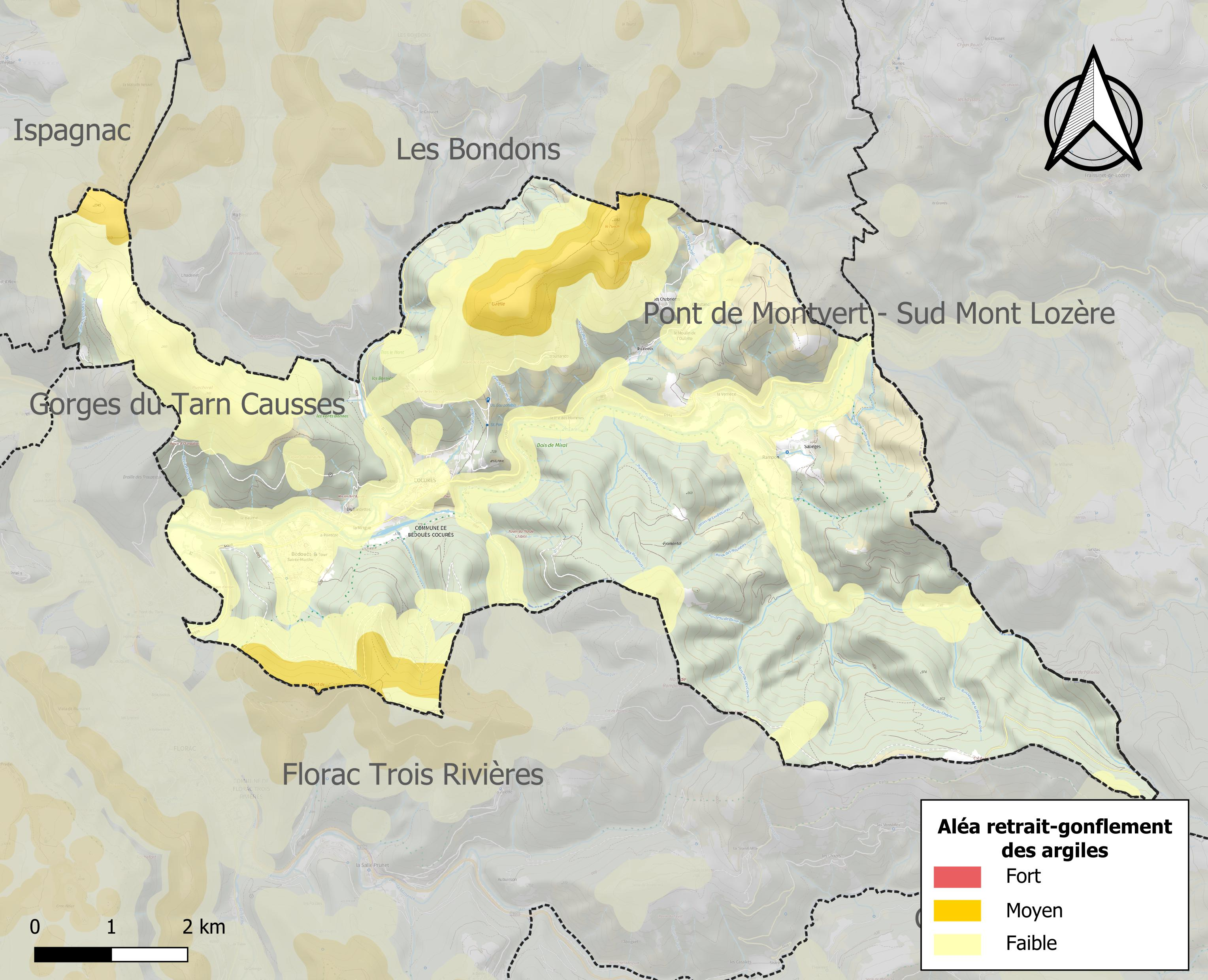
Carte des zones d'aléa retrait-gonflement des sols argileux de Bédouès-Cocurès.

Les mouvements de terrains susceptibles de se produire sur la commune sont des affaissements et effondrements liés aux cavités souterraines (hors mines), des éboulements, chutes de pierres et de blocs et des glissements de terrain. Par ailleurs, afin de mieux appréhender le risque d’affaissement de terrain, l'inventaire national des cavités souterraines permet de localiser celles situées sur la commune.
Le retrait-gonflement des sols argileux est susceptible d'engendrer des dommages importants aux bâtiments en cas d’alternance de périodes de sécheresse et de pluie. 6,3 % de la superficie communale est en aléa moyen ou fort (15,8 % au niveau départemental et 48,5 % au niveau national). Sur les 386 bâtiments dénombrés sur la commune en 2019,  aucun n'est en aléa moyen ou fort, à comparer aux 14 % au niveau départemental et 54 % au niveau national. Une cartographie de l'exposition du territoire national au retrait gonflement des sols argileux est disponible sur le site du BRGM,.
Par ailleurs, afin de mieux appréhender le risque d’affaissement de terrain, l'inventaire national des cavités souterraines permet de localiser celles situées sur la commune.

#### Risque particulier
Dans plusieurs parties du territoire national, le radon, accumulé dans certains logements ou autres locaux, peut constituer une source significative d’exposition de la population aux rayonnements ionisants. Certaines communes du département sont concernées par le risque radon à un niveau plus ou moins élevé. Selon la classification de 2018, la commune de Bédouès-Cocurès est classée en zone 3, à savoir zone à potentiel radon significatif.

## Histoire
Créée par un arrêté préfectoral du 8 décembre 2015, elle est issue du regroupement des deux communes de Bédouès et Cocurès qui deviennent des communes déléguées. Son chef-lieu est fixé à Cocurès.

## Politique et administration

### Découpage territorial
La commune de Bédouès-Cocurès est membre de la communauté de communes Gorges Causses Cévennes, un établissement public de coopération intercommunale (EPCI) à fiscalité propre créé le 30 novembre 2016 dont le siège est à Florac Trois Rivières. Ce dernier est par ailleurs membre d'autres groupements intercommunaux.
Sur le plan administratif, elle est rattachée à l'arrondissement de Florac, à la circonscription administrative de l'État de la Lozère et à la région Occitanie.
Sur le plan électoral, elle dépend du canton de Saint-Étienne-du-Valdonnez pour l'élection des conseillers départementaux, depuis le redécoupage cantonal de 2014 entré en vigueur en 2015, et de la circonscription de la Lozère pour les élections législatives, depuis le dernier découpage électoral de 2010.

### Administration municipale
| Période        | Période        | Identité               | Étiquette | Qualité |
| -------------- | -------------- | ---------------------- | --------- | ------- |
| 2016           | 3 juillet 2020 | André Roux             |           |         |
| 3 juillet 2020 | En cours       | Marie-Thérèse Chapelle |           |         |

Jusqu'aux prochaines élections municipales de 2020, le conseil municipal de la nouvelle commune était constitué de l'ensemble des conseillers municipaux des anciennes communes. Un nouveau maire est élu début 2016. Les maires des communes deviennent maires délégués de chacune des anciennes communes.

### Communes déléguées
| Nom             | Code Insee | Intercommunalité       | Superficie (km2) | Population (dernière pop. légale) | Densité (hab./km2) |
| --------------- | ---------- | ---------------------- | ---------------- | --------------------------------- | ------------------ |
| Cocurès (siège) | 48P01      | CC Florac - Sud Lozère | 3,55             |                                   |                    |
| Bédouès         | 48022      | CC Florac - Sud Lozère | 26,8             |                                   |                    |

## Population et société

### Démographie
L'évolution du nombre d'habitants est connue à travers les recensements de la population effectués dans la commune depuis sa création.

En 2022, la commune comptait 448 habitants, en évolution de −6,86 % par rapport à 2016 (Lozère : +0,11 %, France hors Mayotte : +2,11 %).
| 2014 | 2019 | 2022 |
| ---- | ---- | ---- |
| 478  | 451  | 448  |

### Enseignement
Bédouès possède une école primaire publique, accueillant les élèves du village de la TPS au CM2. Il n'y a pas de collège. Le collège public du secteur est à Florac (collège des Trois Vallées).
Cocurès n'a pas d'établissement scolaire. Collège de rattachement : collège des Trois Vallées à Florac.

## Culture locale et patrimoine

### Lieux et monuments
- Collégiale de Bédouès.
- Église Saint-Jean-Baptiste de Cocurès.
- Temple protestant de La Vernède.
- Chapelle Saint-Saturnin de Bédouès. L'édifice a été inscrit au titre des monuments historiques en 2020[26].

### Héraldique
| Blason de Bédouès-Cocurès | Blason  | De gueules, à une chèvre rampante d’or, et quatre émanchures cousues en chef d'or ; à la chausse fascée ondée de sinople et d’azur et deux truites d'argent, affrontées en pal, brochantes sur le fascé. |
| Blason de Bédouès-Cocurès | Détails | Le gueules et les émanches en chef d’or de quatre pièces proviennent des armes de la famille de Grimoard dont Guillaume deviendra Urbain V et œuvra beaucoup pour le Gévaudan. Il fit fortifier l’église collégiale de Bédouès où il avait été baptisé pour y placer le tombeau de ses parents. La reprise intégrale des armes de famille étant interdite pour les municipalités il suffit d’en emprunter un ou plusieurs éléments. La chèvre rampante d’or sur fond de gueules provient des armes de la famille de Malbosc de Miral installée au château éponyme qui domine la confluence de Rûnes et du Tarn. Le blason exact est « Parti, au 1° d’azur, à trois chevrons d’argent et au 2° de gueules, à une chèvre rampante d’or ». La remarque concernant la reprise des armes de famille est valable ici aussi. La chausse par sa forme triangulaire traduit le nom de Bédouès qui est en creux de vallée. Elle est fascée ondée pour imager les nombreux cours d’eau qui drainent le territoire communal dont le Tarn et le Rûnes. Le sinople symbolise les parties forestières. Les truites proviennent des armes de Cocurès ; elles indiquent la confluence du Tarn et du Briançon avec une activité de pèche soutenue. Les ornements sont deux branches de sapin de sinople, fruitées d'or, mises en sautoir par la pointe et liées d'or, pour indiquer la présence de forêts. Le listel d'argent porte le nom de la commune en lettres majuscules de sable. La couronne de tours dit que l’écu est celui d’une commune ; elle n’a rien à voir avec des fortifications. Le statut officiel du blason reste à déterminer. |